# Трасса смерти
«Трасса смерти» — российский телесериал режиссёра Дениса Нейманда, снятый студией «Motor Film Studio» в 2017 году. Сюжет основан на реальных событиях, связанных с делом банды «ГТА». Премьера сериала состоялась 17 апреля 2017 года на телеканале «НТВ».

## Сюжет
На трассе М-4 «Дон» происходит серия жестоких убийств. Во всех эпизодах, как правило, бандиты выбрасывают на дорогу острые предметы; в результате чего водитель останавливается и его убивают. Преступники не оставляют ни свидетелей, ни улик. Дело поручают следователю Олегу Звонарёву и следователю Следственного комитета Игорю Мельникову. Также к расследованию подключается блогер Мария Корсакова.

## В ролях
- Сергей Маковецкий — Игорь Иванович Мельников, следователь по особо важным делам СК России, полковник юстиции
- Андрей Мерзликин — Олег Николаевич Звонарёв, заместитель начальника УВД, майор полиции
- Агния Кузнецова — Маша Корсакова, блогер
- Александр Мохов — Иван Аркадьевич Рязанцев, начальник УВД, полковник полиции
- Александр Тютин — Алексей Николаевич Щербов
- Александр Корженков — Андрей Фекленко, эксперт
- Артём Семакин — Егор Потапчук
- Елена Кибалова — Яна Елизарова
- Елена Шевченко — Наталья Николаевна Бадмаева, подполковник ФСБ России
- Вячеслав Дробинков — Дмитрий Сериков, осведомитель банды
- Александр Кузнецов — Дмитрий Сергеевич Иванчук, глава администрации Домодедово
- Виктор Немец — Жердин, террорист
- Екатерина Крупенина — Алла Звонарёва
- Маргарита Дьяченкова — Лена, дочь Мельникова
- Ирина Савицкова — Светлана, бывшая жена Мельникова
- Пётр Кислов - Иван Дуров, хозяин пансиона

## Производство
Телесериал основан на реальных событиях, связанных с делом банды «ГТА». В январе 2017 года съёмки были завершены; финальной сценой стал штурм особняка.